# Cardiochiles phostriae
Cardiochiles phostriae är en stekelart som beskrevs av De Saeger 1948. Cardiochiles phostriae ingår i släktet Cardiochiles och familjen bracksteklar. Inga underarter finns listade.